# Thelypteris inaequilateralis
Thelypteris inaequilateralis är en kärrbräkenväxtart som beskrevs av Alan Reid Smith och M. Kessler. Thelypteris inaequilateralis ingår i släktet Thelypteris och familjen Thelypteridaceae. Inga underarter finns listade.